# 李学忠 (1960年)
李学忠（1960年11月—），男，汉族，北京人，中华人民共和国政治人物，曾任浙江省发展和改革委员会主任、党组书记，2018年至2023年担任浙江省人大常委会副主任。